# Elionor d'Aragó (reina consort de Portugal)
Elionor d'Aragó   (Medina del Campo, 1 de febrer de 1402 - Toledo, 19 de febrer de 1445) va ser una infanta aragonesa que va ser reina consort de Portugal (1433-1338) pel seu matrimoni amb Eduard I. Després va ser d'aquest regne durant la minoria del seu fill Alfons V (1438-1439).

## Orígens familiars
Nascuda a Castella vers el 1405, va ser la menor dels, de Ferran de Trastàmara, futur Ferran I d'Aragó, i de la seva muller, Elionor d'Alburquerque. En el moment del naixement, el seu pare era només infant de Castella. Per via materna era neta de Beatriu de Portugal i, per tant, besneta de Pere I de Portugal.

## Núpcies i descendents
Es casà el 22 de setembre de 1428, i després va signar el contracte matrimonial a Coïmbra el 4 de novembre, amb el rei Eduard I de Portugal. D'aquest matrimoni tingueren nou fills:
- Joan (1429-1433)
- Felipa (1430-1439)
- Maria (1432)
- Alfons V de Portugal (1432-1481)
- Ferran, duc de Viseu (1433-1470)
- Elionor, emperadriu (1434-1467)
- Eduard (1435)
- Caterina, religiosa (1436-1463)
- Joana, reina consort de Castella (1439-1475)

## Regent del regne
A la mort del seu marit el 1438 fou designada regent per les Corts Portugueses de 1438 del seu fill Alfons V de Portugal. Aquesta regència fou mal vista entre els nobles i aristòcrates del país que volgueren l'infant Pere de Portugal, duc de Coïmbra. Per les Corts Portugueses de 1439, Elionor es veié obligada a renunciar a la regència i forçada a marxar a l'exili el desembre del 1440.
Va morir el 18 de febrer de 1445 a Santo Domingo el Real de Toledo. Va ser enterrada al monestir de Batalha.